# Miriam Makeba
Zenzile Miriam Makeba (4 tháng 3 năm 1932 – 9 tháng 11 năm 2008) là nữ ca sĩ, diễn viên, đại sứ thiện chí cho Liên Hợp Quốc và nhà hoạt động nhân quyền người Nam Phi. Makeba là một trong những nghệ sĩ gốc Phi nổi tiếng trên toàn cầu, được xem là người truyền bá âm nhạc châu Phi đến khán giả phương Tây và phổ biến dòng nhạc world music và Afropop.
Sinh tại Johannesburg, Makeba buộc phải làm việc từ khi còn nhỏ sau khi cha qua đời. Bà trải qua một cuộc hôn nhân bị lạm dụng khi mới 17 tuổi và sinh đứa con duy nhất vào năm 1950, cũng như vượt qua căn bệnh ung thư. Tài năng ca hát của bà sớm thể hiện từ bé; bà bắt đầu trình diễn chuyên nghiệp vào những năm 1950 cùng ban nhạc The Cuban Brothers, the Manhattan Brothers và nhóm nhạc nữ The Skylarks, trình bày phối hợp dòng nhạc jazz, giai điệu châu Phi truyền thống và nhạc phổ thông phương Tây.
Năm 1959, Makeba đóng vai phụ trong bộ phim Come Back, Africa, kể về nạn phân biệt chủng tộc Apartheid, đưa tên tuổi của bà đến truyền thông quốc tế. Khi trình diễn ở Luân Đôn, Makeba gặp gỡ Harry Belafonte, người sau này trở thành cố vấn và đồng nghiệp của bà. Bà chuyển tới thành phố New York và nhanh chóng trở nên nổi tiếng, thu âm album đơn ca đầu tiên năm 1960. Sự nghiệp của bà tại Hoa Kỳ nở rộ, giúp bà thu âm hàng loạt ca khúc và album, bao gồm bản thu âm nổi tiếng "Pata Pata" (1967). Bà nhận một giải Grammy cùng Belafonte trong album An Evening with Belafonte/Makeba (1966). Sau khi chế độ Apartheid sụp đổ năm 1990, Makeba trở lại Nam Phi và tiếp tục thu âm, bao gồm sự kết hợp năm 1991 cùng Nina Simone và Dizzy Gillespie.
Năm 1960, trong lúc cố gắng dự lễ tang của mẹ tại Nam Phi, chính quyền đã hủy hộ chiếu và không cho phép bà trở về. Sau đó, Makeba tham gia phong trào nhân quyền chống lại nạn phân biệt chủng tộc tại Mỹ và làm chứng trước Liên hiệp Quốc, yêu cầu lệnh trừng phạt kinh tế chống lại chính quyền Apartheid. Bà kết hôn với Stokely Carmichael, một nhân vật quan trọng của Đảng Báo Đen, vào năm 1968. Cuộc hôn nhân khiến bà mất đi sự ủng hộ của chính quyền Hoa Kỳ và cộng đồng người Mỹ da trắng. Sau khi chuyển đến Guinea, bà trình diễn tại nhiều quốc gia châu Phi và sáng tác nhiều ca khúc mang thông điệp chính trị rõ ràng trong thời kỳ Apartheid. Bà trở thành Đại sứ thiện chí cho Liên Hợp Quốc năm 1990, tham gia trong nhiều chiến dịch nhân đạo. Sau khi qua đời vì một cơn đột quỵ trong một đêm nhạc tại Ý năm 2008, cựu Tổng thống Nam Phi Nelson Mandela phát biểu rằng "âm nhạc của bà đã truyền tiếp hy vọng mạnh mẽ đến tất cả chúng ta."

## Đĩa nhạc nổi bật
Album
- Miriam Makeba (1960)[2]
- The Many Voices of Miriam Makeba (1963)[3]
- An Evening with Belafonte/Makeba (1965)[4]
- Comme une symphonie d'amour (1979)
- The Queen of African Music (1987)
- Sangoma (1988)[5]
- Welela (1989)[6]
- Eyes on Tomorrow (1991)[7]
- Homeland (2000) [8]

Bài hát
- "Lakutshn, Ilanga"/Lovely Lies" (1956)[9]
- "Sophiatown is gone"[10]
- "The Click Song" / "Mbube" (1963)[11]
- "Malcolm X" (1974).[12]
- "Lumumba" (1970).[12]
- "Pata Pata" (1967)[11]
- "I Shall Be Released" / "Iphi Ndilela (Show Me the Way)" (1969)
- "Soweto Blues" (1977)
- "Malaika"[13][13]